# Lionel Smith (Fußballspieler)
Lionel Smith (* 23. August 1920 in Mexborough; † 8. November 1980 in Stoke Newington) war ein englischer Fußballspieler. Als linker Verteidiger war er zwischen 1948 und 1953 Stammspieler beim FC Arsenal und gewann 1953 die englische Meisterschaft. Darüber hinaus absolvierte er sechs A-Länderspiele für die englische Nationalmannschaft.

## Sportlicher Werdegang
Smith schloss sich kurz vor dem Ausbruch des Zweiten Weltkriegs dem FC Arsenal an. Nachdem er zuerst auf Amateurbasis verpflichtet worden war, unterzeichnete er im August 1939 einen Profivertrag. Da nach Beginn der Kampfhandlungen der reguläre Ligabetrieb für viele Jahre außer Kraft gesetzt wurde, lief er nur in sogenannten „Kriegsspielwettbewerben“ insgesamt 17 Mal für die „Gunners“ auf. Ansonsten diente er als Soldat (Sappeur) bei den Royal Engineers. Als der Ligaspielbetrieb in der Saison 1946/47 wieder aufgenommen wurde, setzte Smith die Fußballerkarriere fort. Wenngleich er erst einmal nur eine in der Reserveelf angesiedelt war, führte er diese als Mannschaftskapitän an.
Auf der gewohnten Außenposition im Abwehrverbund waren seine Chancen in der ersten Mannschaft niedrig, da Laurie Scott und Walley Barnes hochkarätige Konkurrenten darstellten. So debütierte Smith auf der ungewohnten Position des Mittelläufers als Vertretung für Leslie Compton. Die Partie anlässlich des letzten Spieltags der Saison 1947/48 endete am 1. Mai 1948 gegen Grimsby Town mit einem 8:0-Kantersieg, war aber letztlich ohne Bedeutung, da Arsenal bereits die englische Meisterschaft rechnerisch unter Dach und Fach gebracht hatte und der Gegner als Tabellenletzter abgestiegen war. Ab der Saison 1948/49 eroberte er sich auf der linken Abwehrseite mit 32 Ligaeinsätzen einen Stammplatz, nachdem sich Scott eine Reihe von Verletzung zugezogen hatte und Barnes auf seine Seite gewechselt war. Zu seinen Stärken zählte neben der Schnelligkeit eine gute Ballverteilung, durch die er häufig Kontersituationen mit langen Bällen einleitete.
Auch in den folgenden vier Jahren blieb Smith eine feste Konstante in Arsenals Abwehrverbund und in der Saison 1951/52 erreichte er das Endspiel des FA Cups, in dem er Newcastle United mit 0:1 unterlag – wobei die Gunners aufgrund einer schweren Verletzung von Walley Barnes knapp eine Stunde in Unterzahl spielen mussten. Zwei Jahre zuvor hatte er im siegreichen Pokalfinale 1950 gegen den FC Liverpool (2:0) noch gefehlt. Größter Erfolg war in der Saison 1952/53 der Gewinn der englischen Meisterschaft, zu der Smith 31 Spiele beitrug. Dazu hatte er in den Jahren 1950 bis 1953 sechs A-Länderspiele für England angesammelt, obwohl er zum Zeitpunkt seines Einstands gegen Wales (4:2) am 15. November 1950 bereits 30 Jahre alt gewesen war. Sein letztes Länderspiel endete gut zweieinhalb Jahre später (am 18. April 1953) mit einem 2:2-Remis gegen Schottland.
Kurz nach dem Gewinn der Meisterschaft verlor der mittlerweile 33-jährige Smith seinen Stammplatz. Er wechselte im Juni 1954 in die drittklassige Third Division South zum FC Watford und arbeitete nach lediglich sieben Auftritten in der Saison 1954/55 in der Southern League zwischen 1955 und 1960 bei Gravesend & Northfleet als Spielertrainer. Das Team, das noch weitere Ex-Arsenal-Spieler wie Jimmy Logie und Arthur Shaw beherbergte, gewann in der Saison 1957/58 die Southern-League-Meisterschaft. Zwanzig Jahre nach seiner letzten Fußballstation verstarb Smith im Alter von 60 Jahren.

## Titel/Auszeichnungen
- Englischer Meister (1): 1953
- Charity Shield (1): 1948